# Референдум у Словаччині (2010)
Референдум з політичних реформ у Словаччині був проведений 18 вересня 2010 року, після схвалення петиції класичної ліберальної партії Свобода і Солідарність (СІС), третьою за кількістю представників в Парламенті Партії Словаччини. З 401 126 зібраних підписів дійсними було визнано 386 000.
Референдум не зміг подолати необхідний мінімальний поріг присутності населення — який, згідно з Конституцією Словаччини, становить 50 % від кількості електорату — набравши лише 22,8 %. Переважна більшість голосувало на користь всіх шести пропозицій, підтримавши, приблизно 70—90 % від кожної пропозиції референдуму.

## Питання
На референдумі людям було поставлено шість питань, які були висунуті СІС ще 2009 року в ході їх підготовки до «Референдуму 2009»:
1. Скасувати телевізійну ліцензію.
2. Обмежити депутатську недоторканність.
3. Знизити число членів парламенту зі 150 до 100 до 2014 року.
4. Встановити максимальну вартість лімузинів, що використовуються в уряді, в 40 000 євро.
5. Ввести електронне голосування через інтернет.
6. Змінити Кодекс Преси, прибравши автоматичне право політиків на відповідь.

Останні чотири вимоги вже були включені до нової угоди коаліції уряду, сформованого після парламентських виборів 2010 року.

## Явка
Референдум не відбувся через низьку явку виборців. Необхідний поріг в 50 % є обов'язковим для того, щоб референдум вважався таким, що відбувся.

## Результати

### Питання 1
| Результати | Результати | Результати |
|            | Голосів    | Разом      |
| ---------- | ---------- | ---------- |
| Так        | 870,864    | 90,63%     |
| Ні         | 90,058     | 9,37%      |
| Дійсні     | 960,922    | 96,27%     |
| Недійсні   | 37,220     | 3,73%      |
| Разом      | 998,142    | 100.00%    |
| Явка       | 22.84%     | 22.84%     |
| Електорат  | 4,369,553  | 4,369,553  |

### Питання 2
| Результати | Результати | Результати |
|            | Голосів    | Разом      |
| ---------- | ---------- | ---------- |
| Так        | 952,281    | 98,21%     |
| Ні         | 17,333     | 1,79%      |
| Дійсні     | 969,614    | 97,14%     |
| Недійсні   | 28,528     | 2,86%      |
| Разом      | 998,142    | 100.00%    |
| Явка       | 22.84%     | 22.84%     |
| Електорат  | 4,369,553  | 4,369,553  |

### Питання 3
| Результати | Результати | Результати |
|            | Голосів    | Разом      |
| ---------- | ---------- | ---------- |
| Так        | 925,888    | 96,01%     |
| Ні         | 38,450     | 3,99%      |
| Дійсні     | 964,338    | 96,61%     |
| Недійсні   | 33,804     | 3,39%      |
| Разом      | 998,142    | 100.00%    |
| Явка       | 22.84%     | 22.84%     |
| Електорат  | 4,369,553  | 4,369,553  |

### Питання 4
| Результати | Результати | Результати |
|            | Голосів    | Разом      |
| ---------- | ---------- | ---------- |
| Так        | 886,767    | 93,51%     |
| Ні         | 61,532     | 6,49%      |
| Дійсні     | 948,299    | 95,01%     |
| Недійсні   | 49,843     | 4,99%      |
| Разом      | 998,142    | 100.00%    |
| Явка       | 22.84%     | 22.84%     |
| Електорат  | 4,369,553  | 4,369,553  |

### Питання 5
| Результати | Результати | Результати |
|            | Голосів    | Разом      |
| ---------- | ---------- | ---------- |
| Так        | 703,336    | 76,02%     |
| Ні         | 221,847    | 23,98%     |
| Дійсні     | 925,183    | 92,69%     |
| Недійсні   | 72,959     | 7,31%      |
| Разом      | 998,142    | 100.00%    |
| Явка       | 22.84%     | 22.84%     |
| Електорат  | 4,369,553  | 4,369,553  |

### Питання 6
| Результати | Результати | Результати |
|            | Голосів    | Разом      |
| ---------- | ---------- | ---------- |
| Так        | 747,983    | 84,79%     |
| Ні         | 134,163    | 15,21%     |
| Дійсні     | 882,146    | 88,38%     |
| Недійсні   | 115,996    | 11,62%     |
| Разом      | 998,142    | 100.00%    |
| Явка       | 22.84%     | 22.84%     |
| Електорат  | 4,369,553  | 4,369,553  |